# 霍爾拜克
霍爾拜克（丹麥語：Holbæk）是丹麥西蘭島上的一座城市，位於西兰大区東北部，是霍爾拜克市鎮的行政中心，人口為28,833 (2020年1月1日)。霍尔拜克有一个商业海港，從這裡可以搭乘輪渡前往奧爾島。